# Peshtera (huyện)
Peshtera là một huyện thuộc tỉnh Pazardzhik, Bungaria. Dân số thời điểm năm 2001 là 22037 người.